# Clara Andersen
Clara Elisabeth Andersen (født 13. maj 1826 i København, død 28. august 1895) var en dansk forfatter, dramatiker og oversætter. Hun var en af Danmarks mest populære dramatikere i 1800-tallet.
Clara Andersen var datter af Caspar Heinrich Bernhard Andersen (1790-1832), musiker i Det Kgl. Kapel, og skuespillerinden Birgitte Andersen, født Olsen (1791-1875). Hun begyndte at skrive dramatik fra tidlig alder og sendte 1848 stykket En Evadatter til forfatteren Henrik Hertz, som opmuntrede hende til at fortsætte med at skrive. Med hjælp af skuespilleren Frederik Høedt fik hun den opført på Hofteatret 1855-1856 med ham som hovedrolleindehaver. Det var på det tidspunkt det eneste stykke skrevet af en kvinde som opførtes på teateret. Stykket fik overvejende positiv kritik af landets teateranmeldere og var en succes. Hendes mest kendte stykke var dog Rosa og Rosita fra 1862 og som opførtes på Det Kongelige Teater med stor succes. Stykket blev opført på teatre rundt om i Danmark samt også i Wien, Berlin, Breslau og Kristiania.
Hun skev også novellesamlingen Noveller (1855) og romanen Kastaniebaandet (1861), begge under pseudonymet Paul Winther.
Hun oversatte endvidere stykker af Louis Benoît Picard, Joseph Bernard Rosier og Alexandre Dumas til dansk.